# Trichodiscinidae
Trichodiscinidae zijn een familie van weekdieren uit de klasse van de Gastropoda (slakken).

## Taxonomie
De volgende taxa zijn bij de familie ingedeeld:
- Onderfamilie Miraverelliinae Schileyko, 1991
  - Geslacht Averellia Ancey, 1887
  - Geslacht Miraverellia H.B. Baker, 1922
- Onderfamilie Trichodiscininae H. Nordsieck, 1987
  - Geslacht Trichodiscina E. von Martens, 1892

### Synoniemen
- Coelospira Ancey, 1886 => Averellia Ancey, 1887
- Trichodiscus Strebel & Pfeffer, 1879 => Trichodiscina E. von Martens, 1892